# 4106 Нада
4106 Нада (4106 Nada) — астероїд головного поясу, відкритий 6 березня 1989 року.
Тіссеранів параметр щодо Юпітера — 3,300.
Названо на честь Нада (яп. なだ(灘) нада).